# Patrimoni dell'umanità di Malta
I patrimoni dell'umanità di Malta sono i siti dichiarati dall'UNESCO come patrimonio dell'umanità a Malta.

## Siti

### Patrimonio mondiale
| Foto | Sito                       | Tipo                   | Anno | Descrizione |
| ---- | -------------------------- | ---------------------- | ---- | --- |
|      | Ipogeo di Ħal-Saflieni     | Culturale (130; iii)   | 1980 | Cimitero sotterraneo utilizzato tra il 4000 e il 2500 a.C.: al momento della sua scoperta, nel 1902, sono stati ritrovati i resti di circa settemila individui, oltre a vasi di ceramica, amuleti in pietra e argilla e una statua in argilla raffigurante una donna sdraiata, chiamata la Signora addormentata. |
|      | Città de La Valletta       | Culturale (131; i, vi) | 1980 | Fu fondata dagli ospitalieri di San Giovanni di Gerusalemme nel 1566: in stile rinascimentale, era cinta da mura. Tra gli edifici del centro storico: la concattedrale di San Giovanni, il palazzo del Gran Maestro, l'Auberge d'Italie, il teatro Manoel e chiesa di Santa Caterina d'Alessandria.              |
|      | Templi megalitici di Malta | Culturale (132; iv)    | 1980 | Sette templi edificati tra il IV e il III millennio a.C.: in origine solo due templi furono dichiarati patrimonio dell'umanità, mentre i restanti vennero aggiunti nel 1992. |

### Candidati
| Foto | Sito                                            | Tipo                        | Anno | Descrizione |
| ---- | ----------------------------------------------- | --------------------------- | ---- | --- |
|      | Scogliere di Malta                              | Naturale                    | 1998 | Le coste delle varie isole maltesi sono formate da scogliere con biodiversità di flora e fauna rare. |
|      | Qawra/Dwejra                                    | Naturale (vii, viii, ix, x) | 1998 | Baia che, oltre a diverse formazioni rocciose come la Finestra Azzurra e il Fungus Rock, ospita numerosi specie animali e vegetali endemiche. |
|      | Cittadella di Gozo                              | Culturale (ii, iii, iv, v)  | 1998 | Città fortificata in una posizione strategica su una collina che domina la campagna circostante. L'insediamento fu ampliato in epoca medievale e trasformato in un avamposto militare dai cavalieri dell'Ordine di San Giovanni nel XVI secolo.                                   |
|      | Fortificazioni dei cavalieri dei porti di Malta | Culturale (i, ii, iv)       | 1998 | Sistemi di fortificazioni a bastioni costruiti dai cavalieri dell'Ordine di San Giovanni tra il XVI e il XVIII secolo, con ulteriori modifiche apportate dagli inglesi tra il XIX e XX secolo.                                                                                    |
|      | Città vecchia di Mdina                          | Culturale (i, ii, iii)      | 1998 | Città fortificata di stampo medievale con edifici in stile barocco, come la cattedrale di San Paolo. |
|      | Catacombe di Malta                              | Culturale (i, ii, iii)      | 1998 | Serie di catacombe paleocristiane risalenti al periodo tardo romano. |
|      | Fortificazioni della linea Vittoria             | Culturale (i, ii, iii)      | 1998 | La linea di fortificazione fu costruita nel XIX secolo dagli inglesi. Inizialmente si trattava di tre forti indipendenti che nel 1980 furono collegati tra loro tramite una cinta muraria. Nel 1907, la fortificazione, che aveva perso la sua funzione militare, fu abbandonata. |